# Ogród różany (literatura)
Ogród różany (niem. Der Rosengarten) – anonimowy utwór niemiecki napisany około 1250 r. 
Liczy około 2000 wierszy. Nawiązuje do Pieśni o Nibelungach i wykorzystuje charakterystyczną dla tego utworu strofę.

## Zarys treści
Krymhilda posyła wyzwanie do Dytryka z Bernu, aby z 12 śmiałkami próbował sobie wywalczyc wstęp do jej ogrodu. Kto pokona jednego z 12 jej rycerzy, wśród których są również jej królewscy bracia i jej mąż Zygfryd, dostanie od Krymhildy w nagrodę pocałunek i różany wieniec. Rycerze Dytryka zwyciężają swoich przeciwników, a na koniec sam Dytryk – Zygfryda. 